# 北京天主教陵园

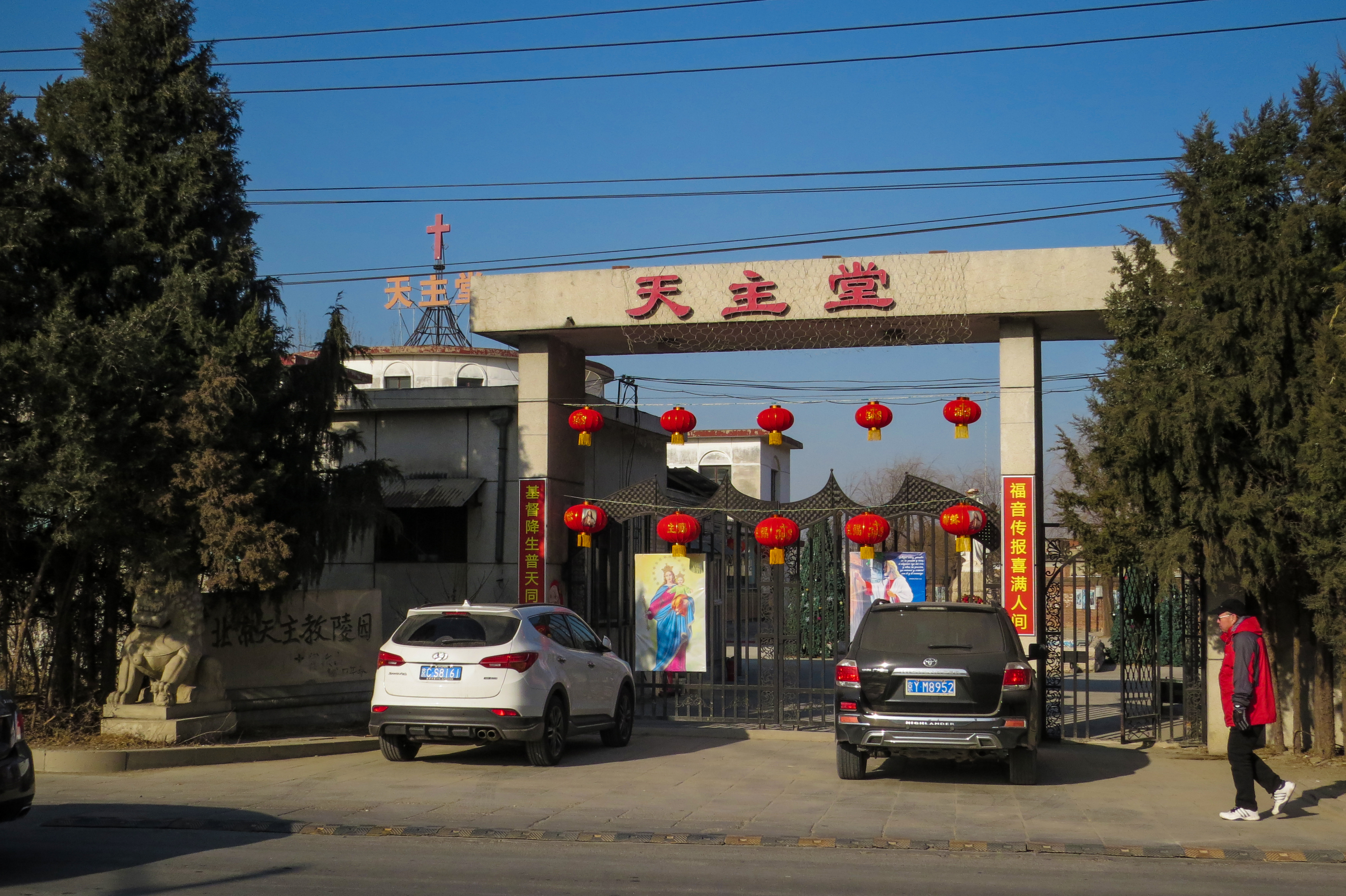
北京天主教陵园与西北旺天主堂位于同一院内，陵园名称由傅铁山题写

北京天主教陵园，位于北京市海淀区西北旺地区永丰路，隶属天主教北京教区。

## 简介
北京教区最早的天主教陵园可溯至明朝末期，当时明神宗万历帝于1610年为利玛窦赐葬地和安葬祀费，后此地成为北京的天主教外国传教士墓地——滕公栅栏墓地，汤若望、南怀仁等外国传教士63人安葬在此。1980年代末期，北京教区在国家划拨给教区的海淀区西北旺的农田上新建北京天主教陵园，并于1994年正式将神职人员和教友的骨灰安放在此。北京天主教陵园西侧是永丰路，南侧是西北旺北路，地下有北京地铁16号线穿过。陵园坐北朝南，南侧正门内的大院中有一尊圣母像。
2005年初，此地被北京市规划委员会规划为城市绿地。傅铁山主教乃推动建设新陵园。从2005年到2011年，北京市及海淀区人民政府规划部门多次与北京教区约谈西北旺的北京天主教陵园搬迁事宜。2011年海淀区启动了海淀山后经济开发区建设，催促北京天主教陵园搬迁。经北京市民政局和怀柔区人民政府的协调，北京教区与九公山长城纪念林有限公司达成一致，以合作方式在九公山长城纪念林内建设天主教北京教区的专用墓园。2010年9月25日，九公山的天主教墓园正式奠基，2011年10月完成墓园主体工程骨灰堂的建设。
但是，西北旺的北京天主教陵园搬迁引起了许多教友的不满和质疑。为此，李山主教还在2012年1月4日发出《李山主教就天主教陵园致教友的一封信》，解释搬迁理由。但这未能消除教友的反对。2012年7月，北京市天主教两会主席会议研究决定，暂停西北旺的北京天主教陵园搬迁工作。此后，北京天主教陵园维持原状。
2008年，西北旺祈祷所在北京天主教陵园原会客室成立。该祈祷所后来发展为西北旺天主堂。
2014年，北京市天主教爱国会拟用自有的西北旺的北京天主教陵园土地建设北京市百旺养老院，土地面积3.9公顷。北京百旺养老院项目成为2014年北京市政府各部门重点调研的养老设施项目。